# Alexander Bunge
Alexander (von) Bunge (ryska: Александр Александрович Бунге), född 1851 i Dorpat, död 1930, var en rysk (balttysk) forskningsresande; son till Alexander von Bunge
Bunge var marinläkare i ryska flottan och deltog 1882–1884 i den av ryska geografiska sällskapet utrustade Lenaexpeditionen och ledde 1885–1886 tillsammans med Eduard Toll en expedition till Janaområdet och Nysibiriska öarna. Resultaten av sina därunder gjorda undersökningar publicerade han i ryska vetenskapsakademiens skrifter. År 1893 åtföljde han den engelske kaptenen Joseph Wiggins, som med några fartyg, lastade med handelsvaror och skenor för transsibiriska järnvägen, lyckligt nådde Jenisejs mynning.